# Richard Mayo
Richard Walden Mayo (* 12. Juni 1902 in Dorchester; † 10. November 1996 in Boca Raton) war ein US-amerikanischer Brigadier General und Sportler, der im Modernen Fünfkampf aktiv war.

## Karriere

### Moderner Fünfkampf
Mayo nahm an zwei Olympischen Spielen teil. Bei seiner ersten Teilnahme 1928 in Amsterdam kam er, nachdem er in der Reitdisziplin auf dem letzten Platz gelandet war, nicht über einen 19. Platz hinaus. Die Armee stellte ihn ab 1931 eigens für die Olympischen Spiele 1932 in Los Angeles zum Training in die Kavallerieschule in Fort Riley ab. Diese Disziplin schloss er im Wettkampf daraufhin auf dem zweiten Rang ab. Dank des ersten Platzes im Schießen führte Mayo das Feld vor dem abschließenden Cross-Country-Lauf an, er kam in diesem aber aufgrund einer Achillessehnenverletzung nur als 17. ins Ziel. Im Gesamtklassement fiel Mayo letztlich auf den Bronzerang zurück.
Bei den Olympischen Spielen 1932 in Berlin fungierte er als Manager der US-amerikanischen Pentathlonmannschaft.

### Militärlaufbahn
1922 trat Mayo der United States Army bei. Nach 18 Monaten Dienst in der Infanterie besuchte er bis 1926 die United States Military Academy in West Point. Er diente anschließend auf verschiedenen Posten in Fort Bragg, Governors Island und weiteren Militärbasen in den Staaten. Als die Vereinigten Staaten in den Zweiten Weltkrieg eintraten, war Mayo Stabsleiter des kommandierenden Generals in Trinidad. Kurz darauf erhielt er das Kommando über ein Jagdpanzerbataillon, mit dem er in der Normandie kämpfte. Von 1944 bis 1945 hatte er einen Kommandoposten in der 15. US-Armee inne, im Mai 1947 wurde er ins Kriegsministerium versetzt. 1950 wurde ihm das Kommando
über das 17th Field Artillery Regiment übertragen.
Von 1951 bis 1953 war Mayo in Korea stationiert. Dort führte er das 5th Field Artillery Regiment der 8. US-Armee und nahm an verschiedenen Kampfhandlungen teil. In dieser Zeit wurde er zum Brigadier General befördert, außerdem wurden ihm verschiedene Auszeichnungen verliehen, so etwa der Bronze Star, die Legion of Merit mit Eichenlaub und zwei Battle Stars. Von 1953 bis 1956 leitete er Fort Stewart, ehe er in den Ruhestand ging.
Mayo nahm zunächst die Posten des City Managers von Gloucester, Massachusetts an, zwei Jahre später wechselte er in dieser Position nach Hickory, North Carolina. 1964 zog er mit seiner Frau nach Boca Raton und arbeitete unter anderem als Lehrer in Lake Worth. Er verstarb am 10. November 1996 in Boca Raton und wurde auf dem Nationalfriedhof Arlington begraben.